# Parigi-Lussemburgo 1964
La Parigi-Lussemburgo 1964, seconda edizione della corsa, si svolse dal 29 al 30 agosto su un percorso di 488,5 km ripartiti in due tappe. La vittoria fu appannaggio del belga Rik Van Looy, che completò il percorso in 12h24'27" precedendo il francese Jean Stablinski e il belga Edgard Sorgeloos.
Erano presenti dieci squadre: Saint Raphael-Gitane, Cybar-Fiorelli, Margnat-Paloma, Flandria, Solo, Mercier, Pelforth, Peugeot, Televizier, Wiel's-Groene Leeuw e la selezione spagnola, per un totale di 88 corridori.

## Tappe
| Tappa | Data      | Percorso                  | km  | Vincitore di tappa | Leader classifica generale |
| ----- | --------- | ------------------------- | --- | ------------------ | -------------------------- |
| 1ª    | 29 agosto | Chantilly > Charleville   | 243 | Rik Van Looy       | Rik Van Looy               |
| 2ª    | 30 agosto | Charleville > Lussemburgo | 245 | Ward Sels          | Rik Van Looy               |

## Dettagli delle tappe

### 1ª tappa
- 29 agosto: Chantilly > Charleville – 243 km

Risultati
| Pos. | Corridore        | Squadra   | Tempo    |
| ---- | ---------------- | --------- | -------- |
| 1    | Rik Van Looy     | Solo      | 5h48'51" |
| 2    | Jean Stablinski  | S.Raphael | a 10"    |
| 3    | Edgard Sorgeloos | Solo      | a 21"    |

| Pos. | Corridore        | Squadra   | Tempo     |
| ---- | ---------------- | --------- | --------- |
| 1    | Rik Van Looy     | Solo      | 11h39'29" |
| 2    | Jean Stablinski  | S.Raphael | a 10"     |
| 3    | Edgard Sorgeloos | Solo      | a 21"     |

### 2ª tappa
- 30 agosto: Charleville > Lussemburgo – 245 km

Risultati
| Pos. | Corridore        | Squadra  | Tempo    |
| ---- | ---------------- | -------- | -------- |
| 1    | Ward Sels        | Solo     | 6h23'36" |
| 2    | Raymond Poulidor | Mercier  | a 10"    |
| 3    | Joseph Carrara   | Pelforth | a ?      |

| Pos. | Corridore        | Squadra   | Tempo     |
| ---- | ---------------- | --------- | --------- |
| 1    | Rik Van Looy     | Solo      | 12h24'27" |
| 2    | Jean Stablinski  | S.Raphael | a 10"     |
| 3    | Edgard Sorgeloos | Solo      | a ?       |

## Classifica generale
| Pos. | Corridore        | Squadra   | Tempo     |
| ---- | ---------------- | --------- | --------- |
| 1    | Rik Van Looy     | Solo      | 12h24'27" |
| 2    | Jean Stablinski  | S.Raphael | a 10"     |
| 3    | Edgard Sorgeloos | Solo      | a ?       |
| 4    | Raymond Poulidor | Mercier   | a ?       |
| 5    | Peter Post       | Flandria  | a ?       |
| 6    | Jan Janssen      | Pelforth  | a ?       |
| 7    | Jacques Anquetil | S.Raphael | a ?       |
| 8    | Gilbert Desmet   | Wiel's    | a ?       |
| 9    | Jos Hoevenaers   | Flandria  | a ?       |
| 10   | Anatole Novak    | S.Raphael | a ?       |